# Cyclomia vinosaria
Cyclomia vinosaria là một loài bướm đêm trong họ Geometridae.